# Vulkanischer Winter
Als vulkanischer Winter wird die Abkühlung der unteren Erdatmosphäre nach einem Vulkanausbruch bezeichnet. Asche und Schwefeldioxid (SO2), aus denen sich Schwefelsäure und Aerosole bilden, werden bei einer größeren Eruption bis in die Stratosphäre geschleudert und verteilen sich dort wie ein Schleier über den gesamten Erdball. Die Sonnenstrahlen werden dadurch teilweise absorbiert oder zurückgestreut. In der Stratosphäre verursacht dies eine Erwärmung. Am Boden kommt es im Mittel zu einer Abkühlung des Weltklimas, regional und abhängig von der Jahreszeit kommt es gleichzeitig aber auch zu Erwärmungen. Ein dem vulkanischen Winter vergleichbarer Effekt, der durch einen Atomkrieg ausgelöst würde, wird nuklearer Winter genannt.
Erdgeschichtlich werden großflächige und länger andauernde vulkanische Aktivitäten (z. B. die Bildungen des Sibirischen Trapps, des Emeishan-Trapps und des Dekkan-Trapps) mit verschiedenen Massenaussterben in Verbindung gebracht.
Maß für die Verringerung der Strahlungsdurchlässigkeit der Atmosphäre ist der sogenannte Trübungsindex, der für den Ausbruch des Krakatau von 1883 auf 1000 festgelegt wurde. Der Trübungsindex hat nur einen geringen Zusammenhang mit dem Vulkanexplosivitätsindex. Grund hierfür sind die stark unterschiedlichen Schwefelfreisetzungen gleich explosiver Vulkanausbrüche. Die Trübungswirksamkeit der Schwefelgase ist jedoch wesentlich stärker als die der Asche, die nur in wesentlich geringerem Umfang die Stratosphäre erreicht.

## Vergleichbare Ereignisse

Rekonstruierte Klimawirkung vulkanischer Eruptionen des späten Holozäns

Nach dem Ausbruch des Pinatubo mit einer Explosivität von 6 bei einer Trübung von 1000 auf der Insel Luzon im Jahr 1991 registrierten die Meteorologen einen Temperaturrückgang von durchschnittlich 0,5 K (Kelvin). Der Eintrag von Aerosolen in die Stratosphäre durch den Pinatubo wurde im 20. Jahrhundert durch kein anderes Ereignis übertroffen.
Folgenschwer war der Ausbruch des Tambora auf Sumbawa im Jahr 1815, der bei Stärke 7 auf dem Vulkanexplosivitätsindex (VEI) einen Trübungsindex von 3000 erreichte. Die durchschnittliche globale Oberflächentemperatur sank kurzzeitig um etwa 0,4 bis 0,8 K, weshalb das Jahr 1816 auch das Jahr ohne Sommer genannt wird. Bis 1819 führte die Kälte zu Missernten und dadurch zu Auswanderungswellen von Europa nach Amerika.
Die Gründe für die Klimapessimum der „Kleinen Eiszeit“ vom Beginn des 15. bis zur 1. Hälfte des 19. Jahrhunderts sind zum Teil noch unklar, verschiedentlich wurde neben einer verringerten Sonnenaktivität und einer Abschwächung des Golfstroms eine Reihe von vulkanischen Eruptionen als Mitursache vermutet.
Weltweite Wetterveränderungen mit begleitenden Missernten traten nach dem Ausbruch des Kuwae im Jahre 1453 und nach dem Ausbruch des Samalas 1257 auf.
Die dem vulkanischen Winter vergleichbare Klimaanomalie ab 536 wurde wahrscheinlich durch zwei dicht aufeinander folgende Vulkanausbrüche verursacht, von einem in hohen Breiten der Nordhemisphäre, gefolgt vier Jahre später von einer Eruption in den Tropen. Bei dem tropischen Vulkan könnte es sich um den Ilopango in El Salvador gehandelt haben.
Um das Jahr 10.930 v. Chr. wurden innerhalb weniger Tage ca. 16 km³  vulkanischer Asche und Bims bei einer Eruption in der Vulkaneifel ausgeschleudert, als deren Folge die Caldera des Laacher Sees entstand. Die feineren Ablagerungen der Explosion sind noch bis nach Schweden in quartären Sedimenten als schmaler Bimshorizont (bekannt als Laacher-See-Tephra, LST) zu finden.

## Pleistozän und früher
Zu einer Abkühlung um mehrere Kelvin und einer dramatischen Klimaänderung führte der letzte Ausbruch des Supervulkans Toba auf Sumatra während der letzten Kaltzeit vor etwa 74.000 Jahren. Nach der kontrovers diskutierten Toba-Katastrophentheorie soll sich dadurch die Population des Homo sapiens auf wenige tausend Individuen reduziert haben. Das könnte die geringe genetische Vielfalt der heutigen Menschen erklären („Genetischer Flaschenhals“ genannt). Für die jüngere Erdgeschichte seit dem Oligozän wurden bisher über vierzig Supervulkan-Ausbrüche nachgewiesen.
Vor ca. 66 Millionen Jahren an der Kreide-Paläogen-Grenze (gleichzeitig Übergang vom Erdmittelalter zur Erdneuzeit) starben bis zu 75 Prozent aller Tierarten aus, darunter auch die Dinosaurier. Als Ursache kommen zwei Ereignisse in Frage: Der Einschlag eines Asteroiden (KP-Impakt; übersetzt etwa Kreide-Paläogen-Einschlag) nahe der Halbinsel Yucatán und der kontinentale Ausbruch eines Plume in der Dekkan-Trapp in Vorderindien. Die Staubaufwirbelung durch den Asteroideneinschlag entspricht ebenfalls dem eines vulkanischen Winters, eventuell verstärkt durch eine atmosphärische Schicht aus Sulfataerosolen in Verbindung mit einem globalen Dauerfrostklima über mehrere Jahre.
Das Massenaussterben am Ende der Trias vor 201 Millionen Jahren führte zu einem Artenschwund von etwa 70 Prozent und betraf in erheblichem Umfang auch viele Landwirbeltiere. Ein direkter Zusammenhang mit den umfangreichen Magmafreisetzungen der Zentralatlantischen Magmatischen Provinz vor dem Auseinanderbrechen des Superkontinents Pangaea gilt in der Wissenschaft als sehr wahrscheinlich.
Vor ca. 252 Millionen Jahren starben innerhalb einer Zeitspanne von maximal 30.000 Jahren 95 Prozent aller meeresbewohnenden Arten sowie ca. 66 Prozent der Landfauna aus. Als Auslöser und Hauptursache für den Zusammenbruch der Ökosysteme gilt der großflächige Flutbasalt-Ausstoß des Sibirischen Trapps, der während seiner Aktivitätszyklen  eine Fläche von 7 Millionen Quadratkilometern mit magmatischen Gesteinen bedeckte. Allerdings bewirkten die Ereignisse an der Perm-Trias-Grenze und am Trias-Jura-Übergang keine globale Abkühlung, sondern führten im Gegenteil durch hohe Emissionen von Treibhausgasen zu extrem starken Erwärmungen.

## Ausblick
Die größten Gefahren für vulkanische Winter entstehen durch Supereruptionen, deren Auswurf bis in die Stratosphäre gelangt. In den Tropen muss der Ausbruch nicht zwangsweise selbst die Stratosphäre erreichen, da hier der Aufwärtstransport der Brewer-Dobson-Zirkulation in der tropischen Tropopausenzone stattfindet. Die Zirkulation verteilt dann die Stoffe über den gesamten Globus.
Neuere Forschung legt allerdings nahe, dass die globale Temperatur um nicht mehr als 1,5° Celsius fallen würde, selbst bei großen Ausbrüchen. Das würde auch erklären, warum keine gesteigerte Mortalität nach der Toba Supereruption nachgewiesen werden konnte.